# 살빈가시주머니생쥐
살빈가시주머니생쥐(Heteromys salvini)는 주머니생쥐과에 속하는 설치류의 일종이다. 이전에는 가시주머니생쥐속(Liomys)으로 분류했지만, 현재는 측계통군으로 확인되어 주머니생쥐속(Heteromys)에 통합되었다.